# Восточная семинария (Калькутта)
Восточная семинария (англ. The Oriental Seminary) была основана в 1829 году, педагогом Гуром Моханом Адди и стала первой частной элитной школой для детей индийских родителей в Калькутте, Британская Индия. В школу принимали только мальчиков родителей-индуистов. Восточная семинария была первой индийской частной школой, также как Индуистская школа, позднее известная как Индуистский колледж, и должна была придерживаться определённых правительственных директив. В то время ученики, желающие изучать английский язык, должны были посещать миссионерские школы, где они оказывались под значительным религиозным влиянием. Основание школы английского языка свободной от религиозного влияния стало главной заслугой Адди. Традиционные индийские образовательные центры, в которых обучали санскриту и/или персидскому языку стали исчезать.

## Школа
Изначально школа находилась в Беншохате. Затем, она трижды меня своё местоположение прежде чем обосноваться в здании, которое она занимает и по сей день на улице Рабинара Сарани (старое название Читпер Роуд) в Джорасанко, которую часто ошибочно называют Читпер. Школу торжественно открыл губернатор Бенгалии лорд Кармайкл в 1914 году. Школа привлекла больше учеников благодаря меньшей стоимости обучения в месяц — 3 рупии, по сравнению со Индуистской школой, где обучение составляло 5 рупий.
В 1836 году в школе ввели утренние уроки для дошкольников. В 1839 бенгальский был введен в качестве языка преподавания. По многочисленным просьбам были открыты три филиала в Читпере, Бхованипуре и Белории. Классы для девочек открылись в 1934 году. Совместное обучение в классах средней школы было введено в 1991 году. А в 1999 году здание, построенное Мартином Берном, было признано достоянием культуры.
Первый председатель Индийского национального конгресса, адвокат В. Ч. Банерджи был выпускником и первым председателем административного управления школы до самой своей смерти в 1906 году. Его преемником стал Ашутош Мукерджи, который занимал пост председателя административного управления с 1907 по 1922 годы. В 1926 году Анни Безант стала председателем ежегодного собрания школы.

## Основатель и учителя
Гур Мохан Адди (20 января 1805—3 марта 1846) открыл школу без какой-либо поддержки со стороны государства. В начальные классы он назначал преподавателями европейцев, в средние — учителей бенгальцев, в старшие он назначал высококвалифицированных англичан или бенгальцев. Он умер в результате аварии на лодке на реке Хугли, по возвращении из Серампора, где он искал учителя для школы.
Шекспиролог Капитан Д. Л. Ричардсон преподавал английский язык в школе.

## Выдающиеся ученики
Восточная семинария была первой школой, которую начал посещать Рабиндранат Тагор. Первый опыт в школе вызвал у юноши желание стать учителем. Вопреки традициям, он преподавал с большой веранды роскошного Джорасанко Тхакур Бари.
Среди других известных выпускников семинарии: Бхактисиддханта Сарасвати, Кришнадас Пал, Кайлаш Чандра Бозе, Гириш Чандра Гош, Вомеш Чандра Бонерджи, Гурудас Банерджи, Самбхунат Пандита, Амрита Лал Басу, Акшай Кумар Датта, Судхиндранат Датта, Джатиндранат Сенгупта, Свами Абхедананда, Малай Рой Чоудхури и Митхун Чакраборти.